# 애슐리 마사로
애슐리 마사로(Ashley Massaro, 1979년 5월 26일 ~ 2019년 5월 16일)는 본명은 애슐리 마리 마사로(Ashley Marie Massaro)다. 미국의 여자 프로레슬링선수다. 키는 162cm 몸무게는 51kg이다. 피니쉬는 스피어, 다이빙 크로스바디, 스타스트럭(세컨 로프 다이빙 엘보우 드롭)으로 사용을 한다. 2019년 5월 19일 새벽 뉴욕 스미스타운의 자택에서 사망하였다.